# 1998 في الهند
فيما يلي قوائم الأحداث التي وقعت خلال عام 1998 في الهند.

## سياسة

### تعيين في المنصب
- 1 يناير – فينود خانا عضو لوك سابها [الإنجليزية]‏.
- 19 مارس – أتال بيهاري فاجبايي رئيس وزراء الهند.
- 19 مارس – سونيا غاندي زعيم المعارضة [الإنجليزية]‏.
- 21 مارس – مانموهان سينغ زعيم المعارضة [الإنجليزية]‏.

## أفلام
من الأفلام التي صدرت هذه السنة في الهند:
- 1 يناير – الأرض من إخراج ديبا ميهتا.
- 1 يناير – كوتش كوتش هوتا هي من إخراج كاران جوهر.
- 21 أغسطس – ديل سي من إخراج ماني راتنام.

## كتب
من الكتب التي صدرت هذه السنة في الهند:
- 1 يناير – الهند 2020 من تأليف أبو بكر زين العابدين عبد الكلام.

## وفيات

### فبراير
- 21 فبراير – أوم براكاش (مواليد 1919) ممثل هندي.

### يوليو
- 16 يوليو – محبوب الحق (مواليد 1934) عالم اقتصاد باكستاني.

### نوفمبر
- 7 نوفمبر – جون هنت (مواليد 1910)